# Крстић (презиме)
Крстић је српско презиме то је двадесето најчешће презиме у Србији. То је патроним и значи син Крста.

## Познати људи

### А
- Александар Крстић (1902—1980), српски хортикултуриста
- Анђелко Крстић (1871—1952), српски национални радник, песник, приповедач, романописац и драмски писац

### Б
- Биља Крстић (1955), српска музичарка
- Бранко Крстић (1902—1978), српски архитекта

### В
- Васа Крстић (1849—1910), српски писац, хумориста и преводилац
- Владимир Крстић (1959), српски стрипар, сликар и илустратор
- Владимир Крстић (сликар) (1934), српски сликар и графичар
- Владислава Крстић (1978), српска уметница

### Д
- Данило Крстић (1927—2002), епископ будимски
- Даница Крстић (1995), српска етно певачица
- Добросав Крстић (1932—2015), српски и југословенски фудбалер
- Драган Крстић Црни (1966), српски певач
- Драгица Павлов Крстић (1958—2013), српска новинарка, документаристкиња и активисткиња
- Душан Крстић (1938—2014), српски архитекта

### Ђ
- Ђорђе Крстић (1851—1907), српски сликар
- Ђорђе Крстић (глумац), југословенски и српски менаџер продукције и глумац

### З
- Зоран Крстић, српски професор

### Л
- Лазар Крстић (1984), српски економиста
- Лука Р. Крстић (1919—2001), српска позоришна и филмска глумица

### Љ
- Љиљана Крстић (1939– ), југословенска и српска певачица

### М
- Марко Крстић (1987), српски модни креатор
- Милан Крстић (1945), српски рукометаш
- Милица Крстић (1887—1964), српски архитекта
- Милован Крстић (1909—2006), српски вајар
- Милош Крстић (1987), српски фудбалер
- Миодраг Крстић (1959—2014), српски писац, стрипски сценариста и цртач, карикатуриста и публициста
- Мирослав Крстић (1964), српски професор
- Мицко Крстић (1855—1909), четнички војвода

### Н
- Небојшa М. Крстић (1964—2001), српски социолог
- Немања Крстић (1993), српски кошаркаш
- Ненад Крстић (1983), српски кошаркаш
- Никола Крстић (историчар) (1829—1902), српски историчар и правник
- Никола Крстић (лекар) (1878—1947), српски хирург-ортопед и рендгенолог

### О
- Орестије Крстић (1894—1966), српски пилот

### П
- Петар Крстић (1877—1957), српски композитор и диригент
- Петар Крстић (архитекта) (1899—1991), српски архитекта

### Р
- Радислав Крстић (1948), српски бивши генерал
- Радомир Крстић (1927—2017), српски фудбалер, фудбалски тренер и функционер
- Ранча Крстић (1825—1878), српски кмет

### С
- Саша Крстић (1982), српски музичар ромског порекла
- Светислав Крстић (лекар) (1956), српски лекар
- Серафим Крстић (1883 — после 1935), српски прота, народни посланик и сенатор

### Т
- Тијана Крстић (1995), српска фудбалерка
- Тодор Крстић Алгуњски (1877 — после 1932), српски четнички војвода
- Тома Крстић Костурац (1882—1939), српски четнички војвода

### Ч
- Чедомир Крстић (1923—1988), српски уметник